# Genzkow
Genzkow település Németországban, Mecklenburg-Elő-Pomeránia tartományban. Lakosainak száma 116 fő (2017. december 31.).

## Népesség
A település népességének változása:

| 2010 | 142 |
| 2017 | 116 |